# Platypodanthera
Platypodanthera, monotipski rod glavočika iz podtribusa Trichogoniinae, dio tribusa Eupatorieae. Jedina vrsta je P. melissifolia brazilski endemi

## Opis
Rod Platypodanthera uključuje jednu vrstu iz Bahije u Brazilu. Ima papus od fimbrijatnih (čupavih) čekinja, stožasto cvjetište i gole vjenčiće, kao i proširene ogrlice prašnika.

## Podvrste
- Platypodanthera melissifolia subsp. melissifolia
- Platypodanthera melissifolia subsp. riocontensis D.J.N.Hind

## Sinonimi
- Melissopsis Sch.Bip. ex Baker; Mart., Fl. Bras. 6(2): 193 (1876), nom. inval.
- Ageratum melissifolium DC. in Prodr. 5: 109 (1836)